# Forlaget Klematis
Forlaget Klematis var et dansk forlag, der blev grundlagt i 1987. Forlaget specialiserede sig i hobbybøger samt bøger til børn og unge.
Forlaget blev grundlagt af Jaume Ferrer og Claus Dalby, der udover at have været vært for flere haveprogrammer på tv også har forfattet adskillige havebøger. Udover havebøger udgav Klematis bøger om bl.a. håndarbejde og litterære bøger som Digtere om Danmark.
Flere af forlagets titler er udgivet på engelsk.
Forlaget blev ifølge CVR-registeret opløst og aktiviteterne fortsættes i Claus Dalbys virksomhed clausdalby.dk.